# Ла-Саль (Монреаль)
Ла-Саль (фр. LaSalle) — район (арондисман) Монреаля (Квебек, Канада). С 1912 по 2002 год — отдельный муниципалитет.

## География
Ла-Саль расположен в юго-западной части острова Монреаль на реке Святого Лаврентия, недалеко от городского центра Монреаля. Площадь района Ла-Саль составляет 16,3 км². Основная транспортная артерия Ла-Саля — бульвар Ньюман. Ла-Саль связывают с другими районами Монреаля 12 автобусных маршрутов, включая один из самых загруженных в городе — маршрут 106/506, перевозящий в день около 16 тысяч пассажиров; на территории района расположен автобусный терминал Лафлёр-Ньюман. Ближайшая станция метрополитена — «Ангриньон». Ла-Саль также связывает с другими районами города линия пригородной железной дороги Дельсон-Кандьяк.
Рядом с Ла-Салем на реке Святого Лаврентия расположены пороги Лашин, образованные россыпью мелких островов. На этих островах размещается заповедник перелётных птиц Иль-о-Эрон.

## История
Район современного Ла-Саля начал развиваться после строительства в 1824 году Лашинского канала, сделавшего возможной транспортировку грузов водным путём в обход одноименных порогов на реке Святого Лаврентия. В 1912 году приход Лашина был разделён на две части, каждая из которых стала отдельным муниципалитетом. Один из новых муниципалитетов получил имя в честь первого сеньора района, французского исследователя Рене-Робера Кавелье де ла Саля (родился в Руане, Франция, в 1643 году, умер в Техасе в 1687 году).
К 1912 году на территории Ла-Саля не располагалось каких бы то ни было промышленных предприятий, но ситуация стала быстро меняться благодаря близости нового города к экономическому центру Квебека. Уже к 1925 году на Лашинском канале действовали несколько крупных предприятий, и в 1930-е годы Ла-Саль стал крупным индустриальным центром несмотря на финансовый кризис. В 1950-е и 1960-е годы население города быстро росло, только с 1950 по 1961 год увеличившись втрое и стабилизировавшись во второй половине 1970-х годов. В 2002 году Ла-Саль был включён в состав расширявшегося Монреаля.

## Население
Согласно социодемографическому профилю Ла-Саля, опубликованному мэрией Монреаля, в 2011 году в районе проживали 74 276 человек (на 0,7 % меньше, чем в 2006 году), или примерно 4,5 % от общей численности населения Монреаля. По численности населения Ла-Саль занимает 12-е место среди арондисманов Монреаля. Плотность населения превышает 4,5 тысячи человек на км².
Медианный возраст жителей Ла-Саля — 42,4 года, что существенно выше, чем для Монреаля в целом (38,6). 19 % населения арондисмана составляют люди пенсионного возраста (65 лет и старше). В 2011 году в Ла-Сале насчитывалось 32 535 домашних хозяйств, из которых более трети составляли одиночки; средний размер семьи составлял 2,2 человека. 13 700 жителей Ла-Саля (22,5 %) населения имеют высшее или профессиональное образование. Средний доход на жителя в возрасте 15 лет и старше — около 30,5 тысячи долларов в год, средний доход семейного хозяйства — 54 251 доллар в год.
Население Ла-Саля этнически разнообразно, около 35 % его жителей (свыше 25 тысяч человек) родились за пределами Канады. Наиболее часто среди стран исхода встречаются Италия, Индия, Алжир и Китай. Английский является первым родным языком для 37 %, а французский для 43 % жителей, для многих родными являются итальянский, испанский, панджаби и арабский. При этом почти 90 % населения являются канадскими гражданами.

## Достопримечательности

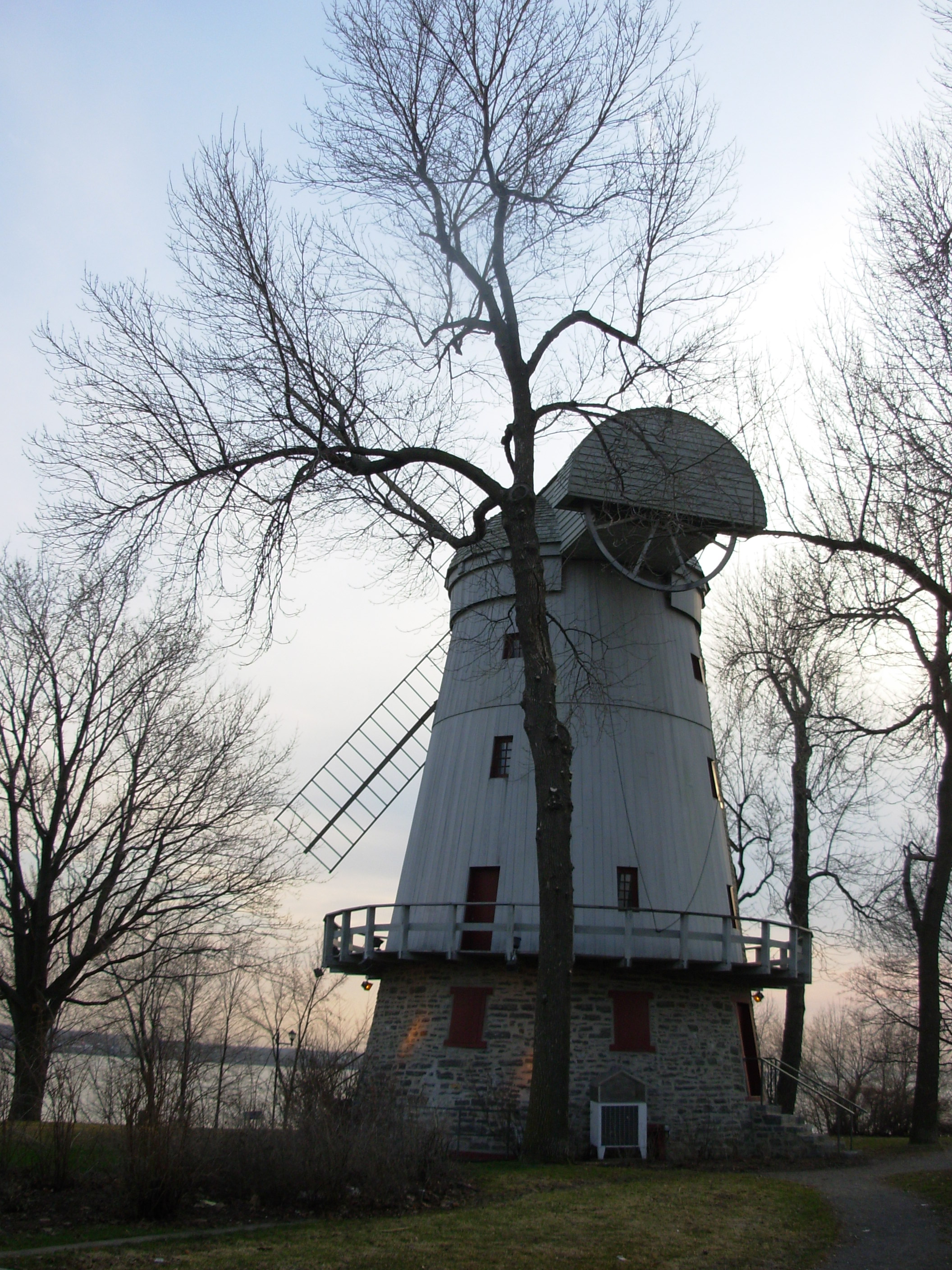
Мельница Флеминга

Наиболее известная естественная достопримечательность Ла-Саля — пороги Лашин и птичий заповедник Иль-о-Эрон. С этим объектом непосредственно связана ещё одна туристическая достопримечательность Ла-Саля — пеший 15-километровый маршрут, проходящий по местам, где некогда был проложен обходной путь вокруг порогов. Этот маршрут проходит также через соседние районы Лашин, Верден и Сюд-Уэст. Ещё один популярный исторический объект Ла-Саля — ветряная мельница Флеминга, объявленная памятником культуры в 1983 году. Эта единственная мельница англосаксонского образца в Квебеке оснащена механизмом для поворота крыльев по направлению ветра.
Центрами культурной жизни Ла-Саля являются публичная библиотека «Октогон», культурный и общественный центр имени Анри Лемье и театр «Дежарден». В театре со зрительным залом, рассчитанным более чем на 800 мест, в год даётся порядка 50 спектаклей.